# موراي كوك (مغني)
موراي كوك (بالإنجليزية: Murray Cook)‏ هو عازف قيثارة ومغني وكاتب أغاني أسترالي، ولد في 30 يونيو 1960 في كورا ‏ في أستراليا.

## وصلات خارجية
- موراي كوك على موقع IMDb (الإنجليزية)
- موراي كوك على موقع ميوزك برينز (الإنجليزية)
- موراي كوك على موقع ديسكوغز (الإنجليزية)
- موراي كوك على موقع قاعدة بيانات الفيلم (الإنجليزية)